# Protoglossus koehleri
Protoglossus koehleri är en djurart som tillhör fylumet svalgsträngsdjur, och som först beskrevs av Maurice Caullery och Mesnil 1900.  Protoglossus koehleri ingår i släktet Protoglossus och familjen Harrimaniidae. Inga underarter finns listade i Catalogue of Life.